# Campionat del món de ciclisme en pista de 1907
El Campionat Mundial de Ciclisme en Pista de 1907 es va celebrar a París (França) del 4 al 7 de juliol de 1907. La competició es van realitzar al Parc dels Prínceps. En total es va competir en 4 disciplines, 2 de professionals i 2 d'amateurs.

## Resultats

### Professional
| Prova                | Or                      | Argent                       | Bronze                       |
| Velocitat individual | Émile Friol · França    | Henri Mayer · Imperi Alemany | Walter Rütt · Imperi Alemany |
| Darrere moto         | Louis Darragon · França | Karel Verbist · Bèlgica      | Georges Parent · França      |

### Amateur
| Prova                | Or                         | Argent                  | Bronze                    |
| Velocitat individual | Jean Devoissoux · França   | André Auffray · França  | Camille Avrillon · França |
| Darrere moto         | Leon Meredith · Regne Unit | Victor Tubbax · Bèlgica | Maurice Brocco · França   |

## Medaller
| Pos. | País           | Or | Plata | Bronze | Total |
| 1    | França         | 3  | 1     | 3      | 7     |
| 2    | Regne Unit     | 1  | 0     | 0      | 1     |
| 3    | Bèlgica        | 0  | 2     | 0      | 2     |
| 4    | Imperi Alemany | 0  | 1     | 1      | 2     |